# Kropferweiterung
Die Kropferweiterung (Dilatatio ingluviei) ist eine Erkrankung, die zu einer Vergrößerung des Kropfes bei Vögeln führt. Ursache sind vor allem Fütterungsfehler wie langfaseriges Futter oder Wassermangel, die zu einer Anschoppung des Kropfinhaltes führen. Diese werden auch als „Harter Kropf“ bezeichnet. Im weiteren Verlauf kann durch bakterielle Zersetzungsprozesse mit Gasbildung und Entzündungen der Kropfschleimhaut ein „Weicher Kropf“ (Kropftympanie, „Luftkropf“) entstehen. Bei Kropftauben ist die Kropferweiterung rassebedingt und ist bei großen Körnermengen prädisponierend für eine Verstopfung.
Klinisch zeigt sich die Kropferweiterung in einer Vorwölbung im unteren Halsbereich, die hart oder weich fluktuierend sein kann. Durch die Passagestörung können im weiteren Krankheitsverlauf Allgemeinstörungen, Mangelerscheinungen und Austrocknung auftreten. Beim „Weichen Kropf“ tritt unangenehmer Geruch aus dem Schnabel auf. Bei längerem Bestehen kann eine Kropfruptur auftreten. Differentialdiagnostisch sind vor allem Kropfentzündungen sowie Adenovirusinfektion, Pasteurellose und Tuberkulose abzugrenzen.
Zur Behandlung muss der Kropf geleert und gespült werden. Beim „Harten Kropf“ ist dazu unter Umständen eine chirurgische Eröffnung in Narkose notwendig. Wenn die Schleimhaut nicht nekrotisch ist, ist die Prognose gut. Teilentfernungen des Kropfen führen dagegen häufig zu Störungen in der Kropfmotorik. Zur Vorbeugung sind die auslösenden Faktoren abzustellen.